# Reacția de polimerizare în lanț cu detecție în timp real

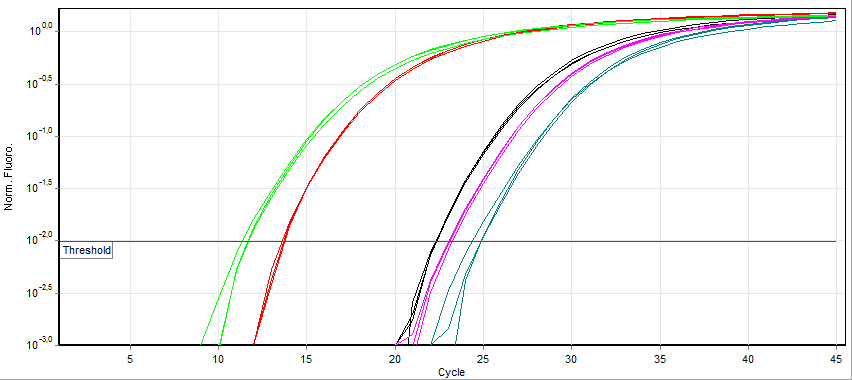
Diagrama SYBR Green fluorescență verde produsă în PCR în timp real

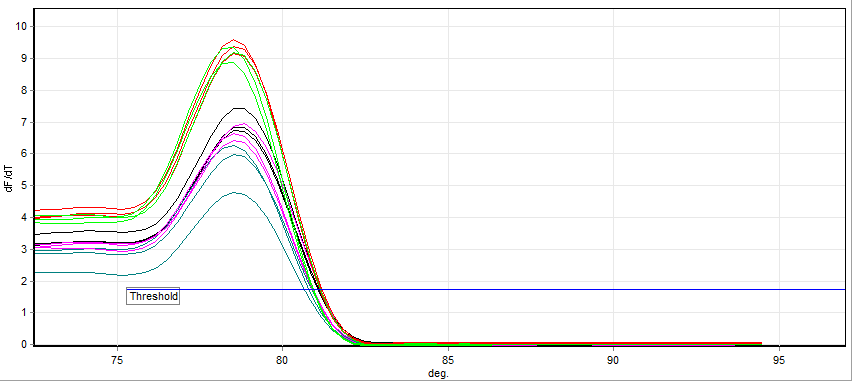
Curba de topire produsă la sfârșitul PCR în timp real

Reacția în lanț în timp real a polimerazei (PCR în timp real), cunoscută și sub denumirea de reacție cantitativă în lanț a polimerazei (qPCR), este o tehnică de laborator a biologiei moleculare bazată pe reacția în lanț a polimerazei (PCR). Monitorizează amplificarea unei molecule de ADN țintite în timpul PCR (adică, în timp real), nu la capătul ei, ca în PCR convențional. PCR în timp real poate fi utilizat cantitativ (PCR cantitativ în timp real) și semi-cantitativ (adică, deasupra/sub o anumită cantitate de molecule de ADN) (PCR semi-cantitativă în timp real).
Două metode obișnuite pentru detectarea produselor PCR în PCR în timp real sunt (1) coloranți fluorescenți nespecificați, care se intercalează cu orice ADN cu două catene și (2) sonde ADN specifice secvenței constând din oligonucleotide care sunt etichetate cu un raportor fluorescent , care permite detectarea numai după hibridizarea sondei cu secvența sa complementară.
Informațiile minime pentru publicarea Experimentelor PCR în timp real cantitative (MIQE) recomandă că abrevierea qPCR să fie utilizată pentru PCR cantitativă în timp real și că RT-qPCR să fie utilizată pentru transcrierea inversă - qPCR. Acronimul „RT-PCR” denumește în mod obișnuit reacția de transcripție inversă în lanț a polimerazei și nu PCR în timp real, dar nu toți autorii respectă această convenție.